# 伊马诺尔·加西安迪亚
伊马诺尔·加西安迪亚·阿卢斯蒂萨（西班牙語：Imanol Garciandia Alustiza，1995年4月30日—），西班牙男子手球运动员，2023年世界男子手球锦标赛铜牌得主、2024年夏季奥林匹克运动会男子铜牌得主。